# Olivancillaria vesica
Olivancillaria vesica é uma espécie de molusco gastrópode marinho da família Olividae, classificada por Johann Friedrich Gmelin em 1791; descrita em Caroli a Linnaei Systema Naturae per Regna Tria Naturae, Ed. 13. Tomo 1(6). G.E. Beer, Leipzig (pp. 3021-3910). Habita fundos de praias arenosas, em águas da zona entremarés, no sudoeste do oceano Atlântico (costa brasileira).

## Descrição da concha e hábitos
Olivancillaria vesica atinge 6.5 centímetros, quando bem desenvolvida. Concha de formato oval. Última volta da espiral muito expandida. Espiral muito curta e inteiramente coberta por um grosso calo, com profunda sutura no lado dorsal junto à última volta e ventralmente coberta pelo calo. Finas linhas de crescimento sobre a superfície da concha. Lábio da abertura da concha fino, sem espessamento. Columela lisa, branca, com calo muito amplo que se estende até a espiral, cobrindo-a parcialmente. Base da concha, envolvendo a última volta da espiral, de coloração amarelo amarronzada, o restante de coloração cinzento brilhante, por vezes cinza azulada.
O animal vive em praias arenosas, onde enterra-se devido a seu apêndice escavador. É um animal predador que se alimenta de moluscos bivalves das espécies Donax hanleyanus (Philippi, 1847), Mesodesma mactroides (Deshayes, 1854) e do crustáceo decápode Emerita brasiliensis (Schmitt, 1935).

## Distribuição geográfica
Esta espécie é encontrada na região do sudeste e sul do Brasil. É comestível e pode ser encontrada nos sambaquis da costa brasileira.

## Nome popular e subespécies
Segundo o zoólogo Eurico Santos, esta espécie, devido a seu apêndice escavador, recebeu o nome popular de linguarudo, mas o autor também a encontrou sob a denominação de pacavaré, calorim e betu. Originalmente a espécie era separada em duas subespécies: Olivancillaria vesica vesica (Gmelin, 1791) e Olivancillaria vesica auricularia (Lamarck, 1811), esta última diferindo da forma padrão por apresentar a borda da abertura muito mais ampla e distante da columela. A divisão em duas espécies distintas, registradas no WoRMS, Olivancillaria vesica (Gmelin, 1791) e Olivancillaria auricularia (Lamarck, 1811), ocorreu no início do século XXI por uma revisão do gênero Olivancillaria (TESO & PASTORINO, 2011).

## Imposex
Um estudo detectou o fenômeno imposex na espécie Olivancillaria vesica (CAETANO & ABSALÃO, 2002).